# جمعیت شهرستان‌های استان زنجان

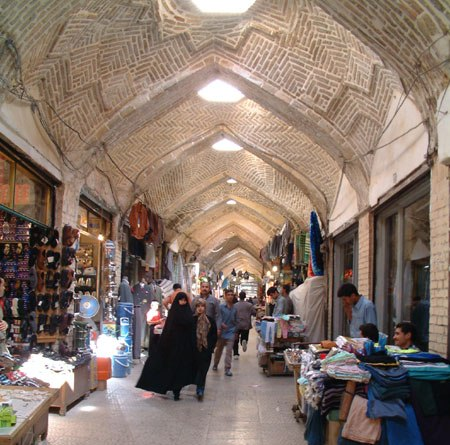
زنجان: پرجمعیت‌ترین شهرستان استان زنجان.

جمعیت شهرستان‌های استان زنجان براساس سرشماری سال ۱۳۹۵ خورشیدی:
| ردیف | نام شهرستان | مرکز     | جمعیت   |
| ---- | ----------- | -------- | ------- |
| ۱    | زنجان       | زنجان    | ۵۲۱٬۳۰۲ |
| ۲    | خدابنده     | قیدار    | ۱۸۳۴۹۵  |
| ۳    | ابهر        | ابهر     | ۱۵۱٬۵۲۸ |
| ۴    | خرمدره      | خرمدره   | ۸۶،۱۲۳  |
| ۵    | طارم        | آب‌بر     | ۴۶٬۶۴۱  |
| ۶    | ماه‌نشان     | ماه‌نشان  | ۳۹٬۴۲۵  |
| ۷    | ایجرود      | زرین‌آباد | ۳۶٬۶۴۱  |
| ۸    | سلطانیه     | سلطانیه  | ۲۹٬۴۸۰  |